# Masungsskogen
Masungsskogen är ett naturreservat i Nyköpings kommun i Södermanlands län.
Området är naturskyddat sedan 2002 och är 18 hektar stort. Reservatet består av barrblandskog. 